# كيث دبليو. نولان
كيث دبليو. نولان (بالإنجليزية: Keith W. Nolan)‏ هو مؤرخ أمريكي، ولد في 7 مايو 1964، وتوفي في 19 فبراير 2009.